# Karl Schmedes
Karl Hermann Adolf Schmedes (* 14. November 1908 in Dortmund; † 31. Mai 1981 ebenda) war ein deutscher Boxer.

## Werdegang
Karl Schmedes der für den Dortmunder Boxsport 20/50 e.V. boxte, wurde von 1933 bis 1936 viermal in Folge Deutscher Meister im Leichtgewicht und gewann bei den Europameisterschaften 1934 Bronze in dieser Klasse. Schmedes nahm an den Olympischen Sommerspielen 1936 in Berlin teil. In seinem Erstrundenkampf unterlag er im Leichtgewichtsturnier dem Philippiner José Padilla. Nach dem Zweiten Weltkrieg wurde Schmedes Profi und absolvierte insgesamt 17 Profikämpfe.